# Timothy Treadwell

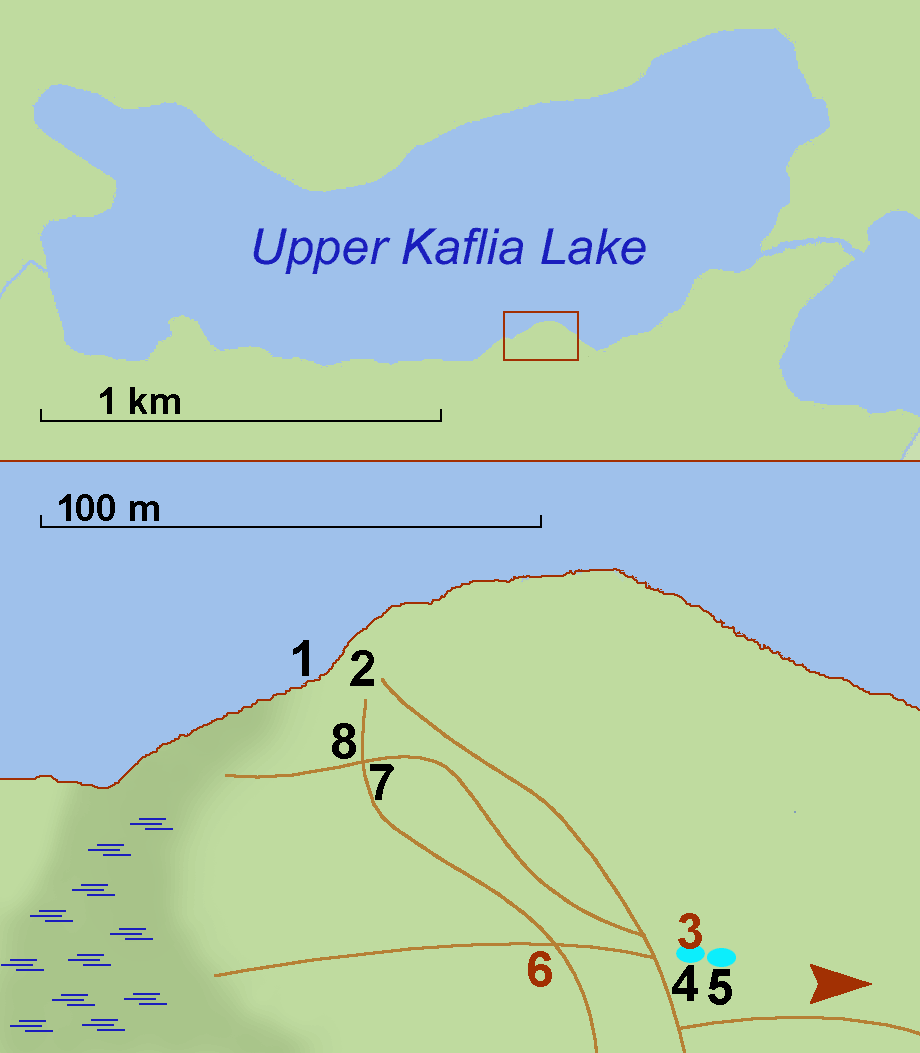
Mapa miejsca incydentu
----
1 - Miejsce zacumowania wodnosamolotu
2 - Najlepsze dojście do obozu
3 - Szczątki Amie Huguenard
4 - Namiot sypialny
5 - Namiot „sprzętowy”
6 - Szczątki Tima Treadwella
7 - Zwłoki starszego niedźwiedzia
8 - Zwłoki młodego niedźwiedzia

Timothy Treadwell (ur. 29 kwietnia 1957, zm. 5 października 2003) – amerykański pasjonat zajmujący się niedźwiedziami. Spędził 13 sezonów w Parku Narodowym Katmai na Alasce, obserwując z bliska te zwierzęta.

## Życiorys
Urodził się w Nowym Jorku. Swój pierwszy sezon wśród niedźwiedzi spędził w 1990 roku. Od tamtej pory w każdy sezon letni na Alasce wyjeżdżał do Parku Narodowego Katmai. Stał się sławny w całych Stanach Zjednoczonych, chętnie dzielił się swoimi odkryciami, udzielał wywiadów, robił też wykłady w wielu szkołach.
Pod koniec trzynastego sezonu, w nocy z piątego na szóstego października, niedźwiedź grizzly podszedł do obozowiska Treadwella. On i jego konkubina – Amie Huguenard, zostali przez niego zabici i częściowo pożarci. Podczas ataku włączona była kamera Timothy'ego, która zarejestrowała dźwięki.

## W kulturze
Wraz z Jewel Palovak napisał książkę Among Grizzlies: Living with Wild Bears in Alaska. Razem z nią i Jonathanem Byrnem założył organizację Grizzly People.
W 2005 roku niemiecki reżyser Werner Herzog, wykorzystując obszerne fragmenty nagrań Timothy'ego, nakręcił film Grizzly Man.